# Bilgi (Rural), Bilgi
Bilgi (Rural) là một làng thuộc tehsil Bilgi, huyện Bagalkot, bang Karnataka, Ấn Độ.